# Wolfenstein: The New Order
Wolfenstein: The New Order je akční střílečka z pohledu první osoby z roku 2014, kterou vyvinula společnost MachineGames a vydala Bethesda Softworks. Byla vydána 20. května 2014 pro PlayStation 3, PlayStation 4, Windows, Xbox 360 a Xbox One. Hra je šestým hlavním dílem série Wolfenstein.

## Synopse
Příběh se odehrává v alternativní historii Evropy během 60. let 20. století, kde Nacisté vyhráli druhou světovou válku. Sleduje válečného veterána Williama „B.J.“ Blazkowicze a jeho snahu zabránit nacistům v ovládnutí světa.

## Hratelnost
Jedná se o střílečku z pohledu první osoby. Většina úrovní se prochází pěšky. Příběh je rozdělen do kapitol. Volba morálky v prologu mění příběh videohry. Některé postavy a drobné dějové linie se v průběhu hry mění. Hra obsahuje řadu zbraní a přítomen je systém krytí.

## Vývoj
Vývoj hry byl zahájen v roce 2010. Stalo se tak krátce poté, co společnost id Software poskytla společnosti MachineGames autorská práva na herní sérii.
Vývojový tým se inspiroval předchozími hrami série a zaměřil se zejména na bojové a dobrodružné prvky. Hra se na rozdíl od svých předchůdců pokouší ponořit do vývoje postavy Blazkowicze – rozhodnutí vývojářů zaujmout hráče příběhem. Jejich cílem bylo vykreslit ho jako skutečného hrdinu.

## Vydání a ohlasy
Videohra byla vydána 20. května 2014 pro PlayStation 3, PlayStation 4, Windows, Xbox 360 a Xbox One.
Při vydání se objevily vesměs pozitivní ohlasy, které chválily zejména souboje a příběh hry. Kritici ji považovali za pozitivní změnu v sérii a na konci roku ji nominovali na několik ocenění, včetně Hry roku. Samostatné rozšíření hry Wolfenstein: The Old Blood vyšlo v květnu 2015. Odehrává se před událostmi hry.
Pokračování, Wolfenstein II: The New Colossus, bylo vydáno v říjnu 2017.